# Potanos

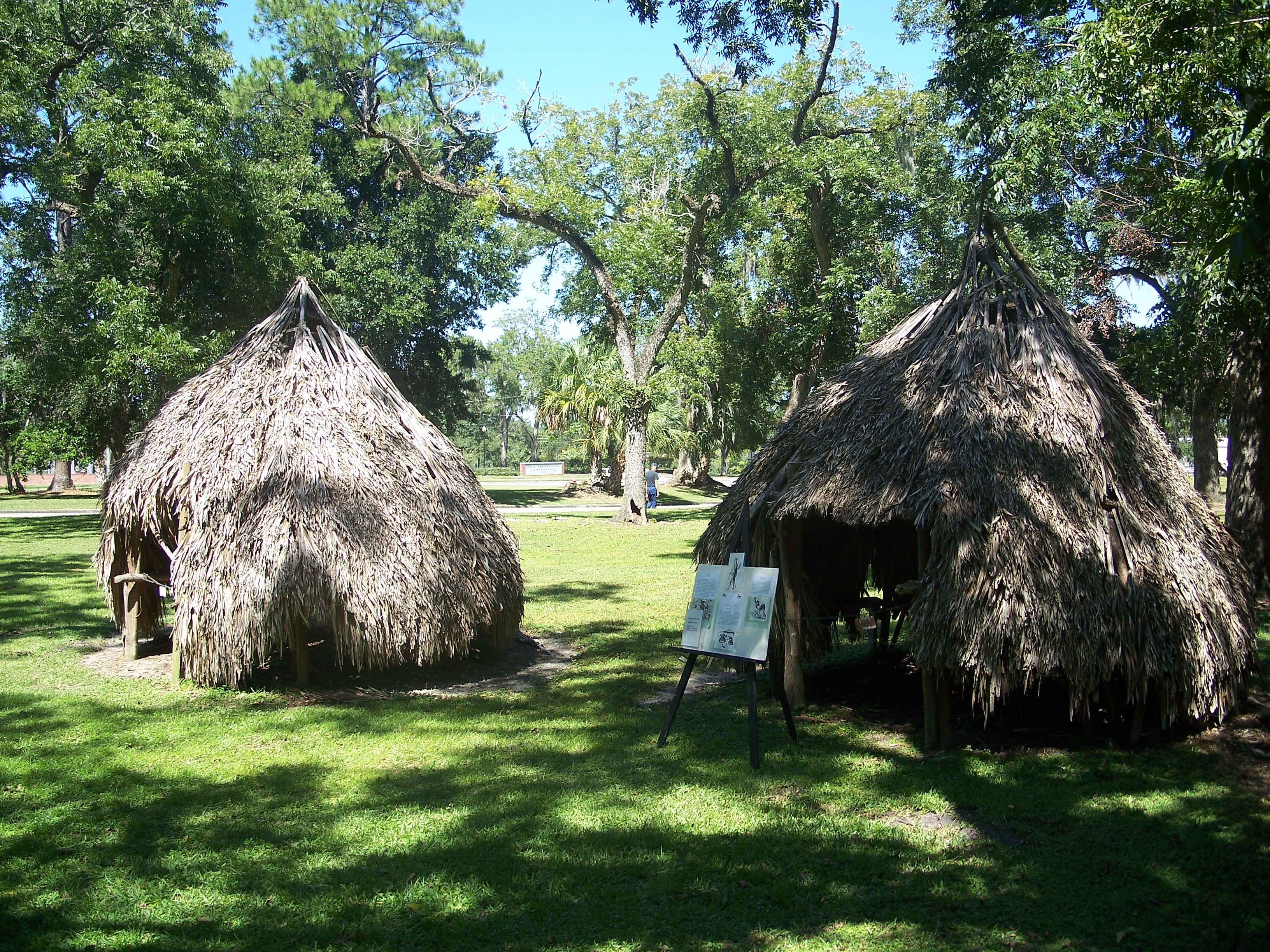
Reconstitution de huttes amérindiennes Potanos de la Nation Timucua (comté de Marion).

Les Potanos sont une tribu amérindienne qui vivait dans le centre-nord de la Floride au moment de l'arrivée des Européens au XVIe siècle.
Le territoire des Potanos s'étendait sur le comté d'Alachua, le comté de Marion et l'ouest du comté de Putnam en amont du fleuve Saint Johns.

## Langue
Les Potanos faisaient partie du groupe linguistique des Mocamas et étaient membres de la Nation Timucua. Leur dialecte fait partie de la famille linguistique Timucua. 

## Histoire
Les premiers Européens à entrer en contact avec les Potanos furent les Espagnols lors de l'expédition désastreuse de Pánfilo de Narváez en 1528. 

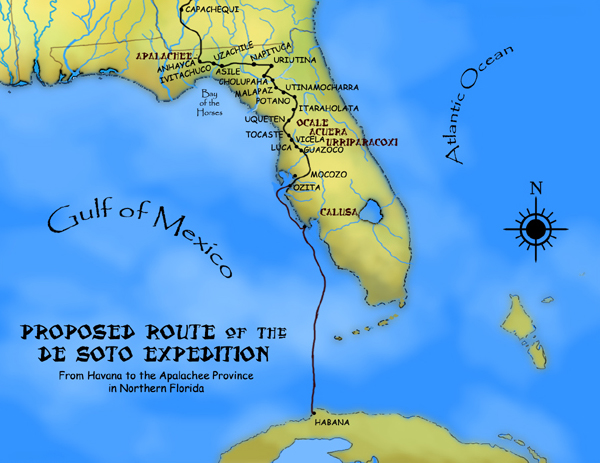
Localisation des Potanos lors de l'expédition de Hernando de Soto en 1539.

En 1539, lors d'une autre expédition espagnole, celle de Hernando de Soto, les rencontres furent violentes avec affrontements entre les conquistadors et les différentes tribus amérindiennes dont les Potanos dont le territoire fut traversé par près de 600 soldats et plus de 200 chevaux. Les Potanos garderont en mémoire le passage de cette troupe étrangère.  
En 1567, le Français Dominique de Gourgues s'embarqua dans une expédition punitive pour venger les Français massacrés par les Espagnols deux ans plus tôt lors de la prise du Fort Caroline qui défendait la Floride française. Arrivées en 1568 vers les côtes de Floride, les forces françaises, avec l'aide des Amérindiens Potanos, Saturiwas et Mayacas, massacrèrent la garnison espagnole du fort Matéo qui avait succédé au fort Caroline. Fort de ce succès, Dominique de Gourgues détruira deux autres forts espagnols.
En 1590, les missionnaires franciscains espagnols arrivèrent chez les Potanos et en 1609 édifièrent la mission de San Francisco de Potano. 
En 1656, les Potanos avec l'ensemble des tribus amérindiennes de la Nation Timucua se révoltèrent contre l'occupation espagnole. La rébellion dura plusieurs années et les Conquistadors finirent par réinstaurer leur domination au prix de massacres d'Amérindiens et de villages détruits. De plusieurs milliers, il ne subsistait plus trois mille Potanos.
En 1672, les Potanos furent de nouveau victime d'une pandémie. Ils furent décimés par de nouvelles maladies infectieuses. En 1675, on comptait moins de 200 Potanos.